# Bisira
Bisira es un corregimiento del distrito de Kankintú en la comarca Ngäbe-Buglé, República de Panamá. La localidad tiene 3.200 habitantes (2010).